# ويل هاكني
ويل هاكني (بالإنجليزية: Will Hackney)‏ هو موسيقي أمريكي، ولد في 15 أبريل 1987.